# Adesuwa Osabuohien
Adesuwa Osabuohien (* 24. Oktober 1994 in den Vereinigten Staaten) ist eine US-amerikanisch-nigerianische Tennisspielerin.

## Karriere
Osabuohien spielt vor allem auf der ITF Women’s World Tennis Tour, wo sie aber noch keinen Titel gewinnen konnte.
2019 nahm sie an den Afrikaspielen teil, wo sie im Dameneinzel das Achtelfinale erreichte. Im Mannschaftswettbewerb und im Doppel gewann sie die Bronzemedaille.
Ihr erstes Turnier auf der WTA Tour spielte sie 2021 bei den Chicago Fall Tennis Classic, wo sie eine Wildcard für die Qualifikation erhielt. Sie verlor aber bereits in der ersten Runde gegen Wolha Hawarzowa mit 3:6 und 2:6.
Seit 2021 tritt Osabuohien für die Nigerianische Billie-Jean-King-Cup-Mannschaft an. Bei bislang sieben Begegnungen konnte sie von 12 Spielen vier gewinnen, davon je zwei Einzel und Doppel.